# Yakety Yak
«Yakety Yak» — песня американской группы Coasters, которая выпустила её как сингл в 1958 году.
В США песня провела 7 недель на 1-м месте жанрового ритм-н-блюзового чарта журнала «Билборд» и 1 неделю на 1-м месте его «Первой сотни» (Top 100).
Авторы песни — Джерри Либер и Майк Столлер. Они же выступили в роли продюсеров и аранжировщиков оригинальной записи группы Coasters.
В 1999 году оригинальный сингл группы The Coasters с этой песней (вышедший в 1958 году на лейбле Atco Records) был принят в Зал славы премии «Грэмми».
Кроме того, песня «Yakety Yak» в оригинальном исполнении группы The Coasters вместе с ещё одной их песней — «Young Blood» — входит в составленный Залом славы рок-н-ролла список 500 Songs That Shaped Rock and Roll.